# لی جونگ جه
لی جونگ جه (کره‌ای: 이정재؛ زادهٔ ۱۵ دسامبر ۱۹۷۲) یک بازیگر و بازرگان اهل کره جنوبی است. او به عنوان یکی از موفق‌ترین بازیگران کره جنوبی شناخته می‌شود و جوایز متعددی از جمله جایزه امی ساعات پربیننده، جایزه انجمن بازیگران فیلم، جایزه تلویزیونی منتخب منتقدان، شش جایزه هنری بکسانگ، علاوه بر نامزدی‌هایی برای جایزه گلدن گلوب و جایزه گاتهام دریافت کرده‌است. علاوه بر حرفه بازیگری، لی همچنین یک بازرگان است و زنجیره‌ای از رستوران‌ها در سئول را راه‌اندازی کرده و چندین کسب‌وکار از جمله شرکت توسعهٔ سئوریم C&D را تأسیس کرده‌است. او چندین کسب‌وکار خود را با همکاری بازیگر و دوست نزدیکش جونگ وو سونگ اداره می‌کند.
لی در سئول به دنیا آمد، و ابتدا به عنوان مدل مد شروع به کار کرد و سپس حرفه بازیگری خود را با بازی در تلویزیون در درام ساعت شنی (۱۹۹۵) آغاز کرد و سپس در فیلم یک ماجرا (۱۹۹۸)، به شهرت رسید. او در انواع ژانرهای فیلمی بازی کرده‌است، از جمله؛ درام‌هایی مانند شهر آفتاب (۱۹۹۹)، فیلم‌های عاشقانه‌ای مانند ایل ماره (۲۰۰۰) و آخرین هدیه (۲۰۰۱)، کمدی‌ معروف مانند اوه! برادران (۲۰۰۳)، فیلم‌‌های اکشن تیفون (۲۰۰۵) و ما را از شر شیطان نجات ده (۲۰۲۰)، فیلم‌های مهیجی چون خدمتکار (۲۰۱۰) و دنیای جدید (۲۰۱۳)، دزدان (۲۰۱۲)، و فیلم‌های جاسوسی ترور (۲۰۱۵)، عملیات کرومیت (۲۰۱۶) و شکار (۲۰۲۲). او برای نقش‌آفرینی در فیلم خواندن چهره (۲۰۱۳)، جایزه بهترین بازیگر نقش مکمل را در پنجاهمین دوره جوایز هنری بکسانگ دریافت کرد.
در سال ۲۰۲۱، لی به خاطر نقش خود به عنوان سونگ گی هون، شخصیت اصلی درام بقای نتفلیکس به نام بازی مرکب، به شهرت بین‌المللی دست یافت. برای بازی‌اش در فصل اول این سریال، او نامزد دریافت جوایز متعددی از جمله جایزه تلویزیونی منتخب منتقدان برای بهترین بازیگر مرد در مجموعه درام، جایزه گلدن گلوب بهترین بازیگر مرد – مجموعه تلویزیونی درام، جایزه امی ساعات پربیننده برای بهترین بازیگر نقش اول مرد در مجموعه تلویزیونی درام و جایزه انجمن بازیگران فیلم برای بهترین اجرای یک بازیگر مرد در مجموعه درام شد که او را به اولین بازیگر مرد از آسیا و کره تبدیل کرد که در این چهار جایزه نامزدی فردی دریافت کرده‌است، و برنده شدن در دو مورد آخر نیز تاریخ‌ساز شد. در دسامبر ۲۰۲۱، او به عنوان بازیگر سال گالوپ کره انتخاب شد. در سال ۲۰۲۴، او در لیست A100 گلد هاوس از تأثیرگذارترین آسیایی‌ها قرار گرفت. همچنین در سریال جنگ‌های ستاره‌ای به نام آکلایت نقش اصلی داشت. در سال ۲۰۲۴، او نقش گی هون را در فصل دوم بازی مرکب تکرار کرد و  این نقش را برای آخرین بار در فصل سوم این سریال در سال ۲۰۲۵ ایفا کرد. 

## دوران اولیه زندگی و تحصیل
لی در ۱۵ دسامبر ۱۹۷۲ در ناحیه جونگ سئول به دنیا آمد. او در دانشگاه دونگ‌گوک ثبت نام کرد و مدرک کارشناسی ارشد خود را در اوت ۲۰۰۸، از گروه هنر تئاتر و فیلم این دانشگاه در دانشکده عالی هنرهای فرهنگی، دریافت کرد. او نخستین بازیگری خود را در دسامبر همان سال در تئاتر تجربه کرد و نقش اصلی نمایش هملت در آب را بازی کرد. این نمایش به مدت چهار روز در تئاتر متعلق به دانشگاه او اجرا شد.

## فعالیت بازیگری

### ۱۹۹۳–۱۹۹۷: شروع بازیگری و افزایش محبوبیت
لی توسط، ها یونگ سو در حالی‌که در کافه‌ای در آپگوجئونگ-دونگ (واقع در ناحیه گانگنام) کار می‌کرد، کشف شد، سپس چندین سال به عنوان مدل لباس کار کرد. لی پس از اولین بازیگری خود با درام تلویزیونی معلم دایناسور در سال ۱۹۹۳، عملاً یک شبه تبدیل به یک ستاره شد و تقریباً همیشه برای نقش‌های اصلی انتخاب شد. یک سال بعد، او برای اولین بار در یک فیلم سینمایی در فیلم مرد جوان به کارگردانی بای چانگ هو، نقدهای مثبتی دریافت کرد، اما فیلمِ درامِ احساسات در سال ۱۹۹۴ بود که او را به شهرت رساند.
با این حال، این موفقیت به زودی قطع شد زیرا کمی بعد، او برای خدمت سربازی فراخوانده شد.
در سال ۱۹۹۷، پس از بازگشت از سربازی، حرفه‌اش کمی افول کرد. در آن زمان بود که تصمیم گرفت به دانشگاه بازیگری بازگردد و در دانشکده تئاتر و فیلم دانشگاه دونگ‌گوک ثبت نام کند.

### ۱۹۹۸–۲۰۰۶: نقش‌های پراکنده و محبوبیت جریان اصلی
موفقیت لی در بازیگری در اواخر سال ۱۹۹۸ در فیلم یک ماجرا ساخته ای جی یونگ اتفاق افتاد. به دنبال آن در فیلم موفق دیگری به نام شهر طلوع خورشید بازی کرد که برای آن جایزه بهترین بازیگر مرد را در جوایز فیلم اژدهای آبی و جوایز انجمن منتقدان فیلم کره‌ای دریافت کرد.
اگرچه فیلم عاشقانه او در سفر در زمان ایل ماره در سال ۲۰۰۰ موفقیت زیادی نداشت، اما از آن زمان به بعد طرفداران وفادار خود را سینمای کره به دست یافت (کیانو ریوز نقش لی را در بازخلق هالیوود خانه‌ای روی برکه در سال ۲۰۰۵ بازی کرد). لی با ملودرام آخرین هدیه در کنار لی یونگ ئه و رازآلود اکشن آخرین شاهد به کارگردانی بای چانگ هو ادامه داد. که هر دو موفقیت قابل توجهی بدست آوردند.
در سال ۲۰۰۲، لی در کنار جانگ جین یونگ در فیلم بر فراز رنگین‌کمان بازی کرد.
در سال ۲۰۰۳، او در کنار لی بوم سو در فیلم کمدی اوه! برادران، که درباره دو برادر که یکی از آنها بیماری غیرعادی دارد بازی کرد. این فیلم یکی از بزرگ‌ترین موفقیت‌های لی بود که در باکس آفیس محلی توانست سه میلیون نفر بیننده به خود اختصاص دهد. با این وجود، او برای چند سال آینده از کانون توجهات دور ماند. سرانجام در پایان سال ۲۰۰۵ او با تیفون که یک فیلم پرفروش اکشن با بودجهٔ بزرگ بود، بازگشت.

### ۲۰۰۷–۲۰۰۹: رکود شغلی

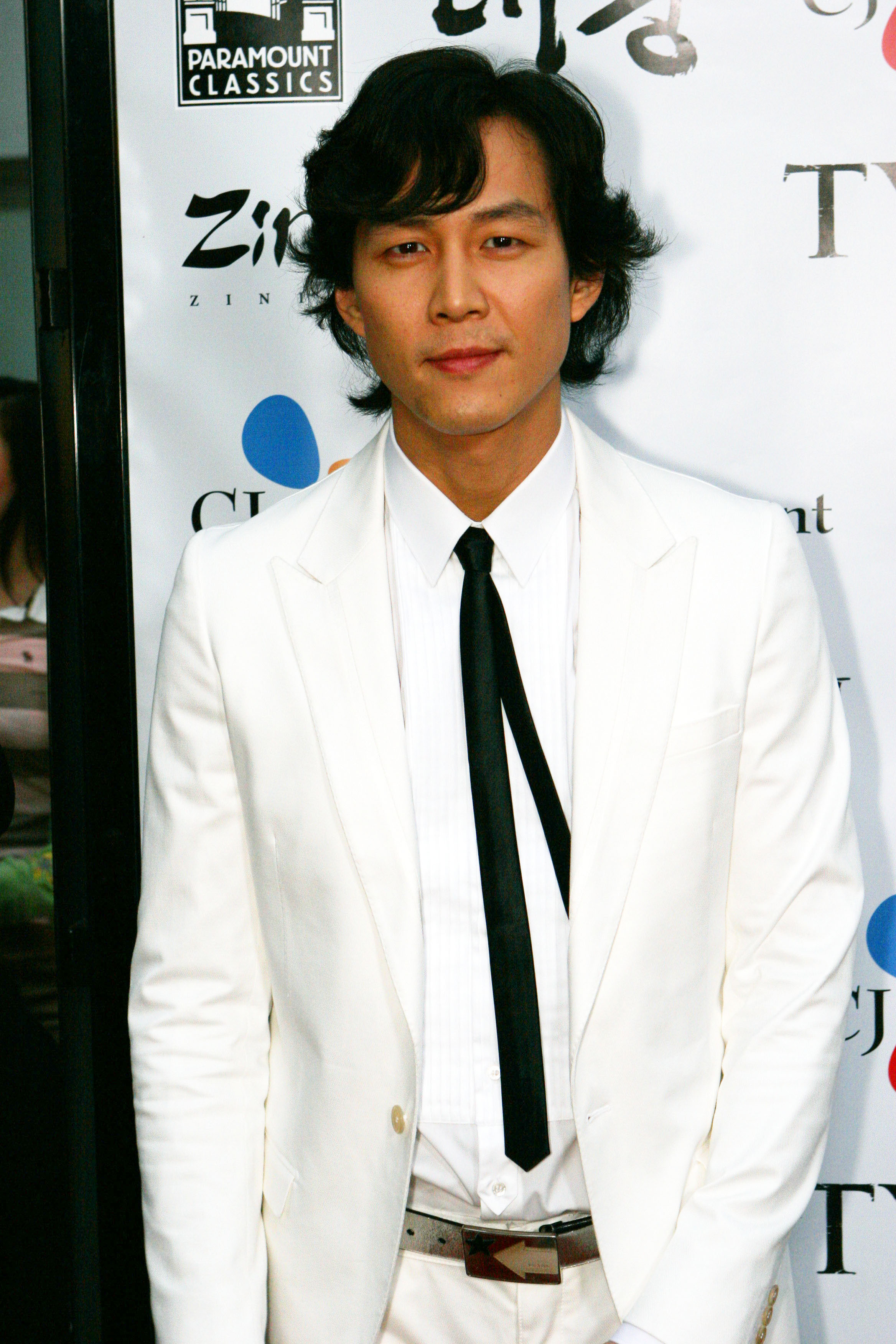
لی در اولین نمایش تیفون در ایالات متحده در مه ۲۰۰۶

لی پس از یک دهه مورد انتظار، با ایر سیتی (۲۰۰۷) و سه‌گانه (۲۰۰۹) به تلویزیون بازگشت که این سریال‌ها در مقایسه با نقش به یادماندنی‌اش در ساعت شنی (۱۹۹۵) از نظر رتبه‌بندی موفق نبودند.
با کمدی اکشن دوره‌ای گانگستر تصادفی و گیسنگ اشتباهی، لی گفت که می‌خواهد خود را در ایفای نقش متفاوتی امتحان کند. اگرچه این سریال در باکس آفیس موفق نبود، اما همچنان لی آن را یکی از خاطره انگیزترین فیلم‌های خود می‌داند.

## زندگی شخصی
لی در سال ۱۹۹۹ پس از تصادف با بی‌ام‌و خود در لاین مجاور، به رانندگی تحت تأثیر دارو و الکل متهم شد. میزان الکل خون او ۰٫۲۲۲٪ بود. در نتیجه، گواهی‌نامه رانندگی او باطل شد. او همچنین در سال ۲۰۰۲ هنگام رانندگی تحت تأثیر دارو و الکل بود که منجر به ابطال مجدد گواهی‌نامه او شد.
در ژانویهٔ ۲۰۱۵، لی تأیید کرد که با لیم سه ریونگ (همسر سابق لی جه یونگ رئیس سامسونگ) رابطه دارد. لی پیش‌تر با کیم مین هی رابطه داشت.

## فیلم‌شناسی

### فیلم
| سال  | عنوان                          | نقش            | توضیحات                              | منابع  |
| ---- | ------------------------------ | -------------- | ------------------------------------ | ------ |
| ۱۹۹۴ | The Young Man                  | لی هان         |                                      | [ ۲۶ ] |
| ۱۹۹۶ | Albatross                      | پیونگ سان      |                                      | [ ۲۷ ] |
| ۱۹۹۷ | Fire Bird                      | یونگ هو        |                                      | [ ۲۸ ] |
| ۱۹۹۷ | Father vs. Son                 | پارک سو سوک    |                                      |        |
| ۱۹۹۸ | یک ماجرا                       | وو این         |                                      |        |
| ۱۹۹۹ | شهر طلوع خورشید                | هونگ کی        |                                      |        |
| ۱۹۹۹ | The Uprising                   | لی جه سو       |                                      |        |
| ۲۰۰۰ | Interview                      | اون سوک        |                                      |        |
| ۲۰۰۰ | ایل ماره                       | هان سونگ هیون  |                                      |        |
| ۲۰۰۰ | آساکو در کفش‌های روبی           | وو این         |                                      |        |
| ۲۰۰۱ | آخرین هدیه                     | جونگ یونگ کی   |                                      |        |
| ۲۰۰۱ | آخرین شاهد                     | کارآگاه اوه    |                                      |        |
| ۲۰۰۲ | بر فراز رنگین‌کمان              | لی جین سو      |                                      | [ ۲۹ ] |
| ۲۰۰۳ | اوه! برادران                   | اوه سانگ وو    |                                      | [ ۳۰ ] |
| ۲۰۰۵ | تیفون                          | کانگ سه جونگ   |                                      | [ ۳۱ ] |
| ۲۰۰۸ | گانگستر تصادفی و گیسنگ اشتباهی | چون دونگ       |                                      | [ ۳۲ ] |
| ۲۰۱۰ | خدمتکار                        | هون            |                                      | [ ۳۳ ] |
| ۲۰۱۲ | دزدان                          | پوپی           |                                      |        |
| ۲۰۱۳ | دنیای جدید                     | لی جا سونگ     |                                      | [ ۳۴ ] |
| ۲۰۱۳ | چهره‌خوان                       | شاهزاده سویانگ |                                      |        |
| ۲۰۱۴ | مسابقه بزرگ                    | چوی ایک هو     |                                      | [ ۳۵ ] |
| ۲۰۱۵ | ترور                           | یوم سوک جین    |                                      | [ ۳۶ ] |
| ۲۰۱۶ | تیک تاک                        | جیانگ چنگ جون  | تولید چین و کره جنوبی                | [ ۳۷ ] |
| ۲۰۱۶ | عملیات کرومیت                  | جانگ هاک سو    |                                      | [ ۳۸ ] |
| ۲۰۱۷ | جنگجویان سپیده‌دم               | تو وو          |                                      | [ ۳۹ ] |
| ۲۰۱۷ | همراه با خدایان: دو جهان       | یومرا          | حضور ویژه                            |        |
| ۲۰۱۸ | همراه با خدایان: ۴۹ روز آخر    | یومرا          | حضور ویژه                            | [ ۴۰ ] |
| ۲۰۱۹ | سواها: انگشت ششم               | پاستور پارک    |                                      | [ ۴۱ ] |
| ۲۰۱۹ | تجارت عشق                      | وکیل           | حضور ویژه                            |        |
| ۲۰۲۰ | از شر شیطان نجاتمان ده         | سون رِی         |                                      | [ ۴۲ ] |
| ۲۰۲۲ | شکار                           | پارک پیونگ هو  | همچنین کارگردان، نویسنده و تهیه‌کننده | [ ۴۳ ] |
| ۲۰۲۴ | هفت‌تیر                         | لیم سوک یونگ   | حضور ویژه                            | [ ۴۴ ] |

#### فیلم کوتاه
| سال  | عنوان            | نقش  | منابع         |
| ---- | ---------------- | ---- | ------------- |
| ۲۰۰۱ | ام‌اوبی ۲۰۲۵      | داست |               |
| ۲۰۱۲ | El Fin del Mundo | —    | [ ۴۵ ]        |
| ۲۰۱۲ | Avyakta          | —    | [ ۴۶ ] [ ۴۷ ] |

### مجموعه تلویزیونی
| سال       | عنوان           | نقش             | توضیحات                 | منابع                |
| --------- | --------------- | --------------- | ----------------------- | -------------------- |
| ۱۹۹۳      | معلم دایناسور   | لی جونگ جه      |                         | [ ۴۸ ] [ ۴۹ ] [ ۵۰ ] |
| ۱۹۹۴      | مرد تنها        | جه جونگ         |                         | [ ۵۱ ]               |
| ۱۹۹۴      | احساسات         | هان جون         |                         | [ ۵۲ ] [ ۵۳ ]        |
| ۱۹۹۵      | عشق آبی است     | نا جه سانگ      |                         | [ ۵۲ ] [ ۵۴ ]        |
| ۱۹۹۵      | ساعت شنی        | بک جه هی        |                         | [ ۵۲ ] [ ۵۵ ]        |
| ۱۹۹۷      | حلزون           | دونگ چول        |                         | [ ۵۶ ] [ ۵۷ ]        |
| ۱۹۹۸      | شب‌های روشن ۳٫۹۸ | لی یونگ جون     |                         | [ ۵۸ ]               |
| ۲۰۰۷      | ایر سیتی        | کیم جی سونگ     |                         | [ ۵۹ ]               |
| ۲۰۰۹      | سه‌گانه          | شین هوال        |                         | [ ۶۰ ]               |
| ۲۰۱۹      | رئیس‌ستاد        | جانگ ته جون     | فصل ۱–۲                 | [ ۶۱ ]               |
| ۲۰۲۱      | تأخیر در عدالت  | جانگ ته جون     | حضور افتخاری (قسمت ۱۹)  | [ ۶۲ ]               |
| ۲۰۲۱      | دراماورلد ۲     | مردی در تبلیغات | حضور افتخاری (قسمت ۸–۹) | [ ۶۳ ]               |
| ۲۰۲۱–۲۰۲۴ | بازی مرکب       | سونگ گی هون     | فصل ۱–۳                 | [ ۶۴ ] [ ۶۵ ] [ ۶۶ ] |
| ۲۰۲۴      | اکلایت          | سول             |                         | [ ۶۷ ] [ ۶۸ ]        |
| TBA       | رِی              | ری سان          |                         | [ ۶۹ ]               |

## سفیر
- سفیر روابط عمومی ۲۰۳۰ نمایشگاه جهانی بوسان (۲۰۲۱)[۷۰]
- سفیر هفته مد سئول ۲۰۲۲ با چوی سورا[۷۱]